# Église Saint-Martin de Labourse
L’église Saint-Martin est une église française de culte catholique, située à Labourse dans le département du Pas-de-Calais. Son architecture monumentale est de style carolingien.

## Historique
L’église de Labourse appartient au roman le plus primitif (époque carolingienne des IXe et Xe siècles), en particulier la face Nord-Est sur laquelle était apposée une seconde nef où l’on pouvait voir les armoiries du cardinal d’Estrée. On trouve entre les grès des fragments de tuiles gallo-romaines.
Sa construction remontant au IXe siècle, elle demeure le plus ancien édifice religieux de la région, entre la Somme et l’Escaut. L’église était sous la dépendance de l’abbaye d’Anchin jusqu’à la Révolution française (un blason avec des fleurs de lys et tête de cerf le rappelle, il se trouve au-dessus de la petite porte d’entrée à l’intérieur de l’église).
Entre 1089 et le XIVe siècle, elle relève de l’archidiaconé d’Arras et le doyenné de Béthune. Une confrérie de charitables des pauvres y aurait exercé dès le XIIIe siècle.
Dès la Révolution française, le curé de Sailly-Labourse assure le culte dans les deux paroisses.
La cloche, refondue en 1869 a été inaugurée par Louis Flahaut, maire de la commune et Hippolyte Condette, curé de la paroisse.
Restaurée après la Première Guerre mondiale pour en effacer les dommages, elle était déjà inscrite en 1926 à l’inventaire supplémentaire des monuments historiques.
L’ensemble des extérieurs a subi l’érosion du temps et, en 2002, la municipalité a décidé de procéder à la restauration de ce témoin non négligeable du passé.
Les travaux ont été réalisés de janvier à août 2002, consistant en la réfection complète des couvertures et de la flèche en ardoises naturelles ainsi que la pose d’un nouveau coq au sommet de cette dernière.

## Architecture et Mobilier
Les parties les plus anciennes sont la nef peu développée (seulement trois travées), le chœur et la partie inférieure de la tour qui la surmonte.
Parmi le mobilier, elle abrite un chœur remarquable, un autel du XIe siècle, un autre du XVIIIe siècle ainsi qu’un confessionnal de la même époque. Un tabernacle et quelques tableaux, certains dignes d’intérêt.